# Луцька братська школа
Луцька братська школа — навчальний заклад, заснований близько 1617 у Луцьку.

## Історія
Луцька братська школа була заснована Луцьким Хрестовоздвиженським (Чеснохрестським) братством.
На час свого розквіту школа належала до провідних в Україні братських шкіл. З братською школою були пов'язані, зокрема, Іван Карпович, автор «Елегії» в тому ж збірнику, і луцький міщанин Степан Полумеркович — автор вірша з приводу похорону Василини Яцківни. Учителями школи були ченці Луцького братського монастиря Єлисей (Ілковський; керівник школи 1628, відомий також як композитор), Павло (Босинський; бакалавр, тобто вчитель 1634), ігумен Августин Славинський (викл. риторики, філософії і математики в серед. 17 ст.), можливо, також Зосима (Согникевич), маляр Йов (Кондзелевич).

## Джерело
- Енциклопедія історії України Луцька братська школа